# Saint-Aignan-de-Couptrain
Saint-Aignan-de-Couptrain là một xã của tỉnh Mayenne, thuộc vùng Pays de la Loire, tây bắc nước Pháp.